# Gurtisspitze
Gurtisspitze är ett berg i Österrike.   Det ligger i distriktet Bludenz och förbundslandet Vorarlberg, i den västra delen av landet, 500 km väster om huvudstaden Wien. Toppen på Gurtisspitze är 1 778 meter över havet, eller 79 meter över den omgivande terrängen. Bredden vid basen är 0,37 km.
Terrängen runt Gurtisspitze är bergig åt sydost, men åt nordväst är den kuperad. Närmaste större samhälle är Feldkirch, 6,2 km norr om Gurtisspitze. 
I omgivningarna runt Gurtisspitze växer i huvudsak blandskog. Runt Gurtisspitze är det ganska tätbefolkat, med 54 invånare per kvadratkilometer.